# Ceylanpınar
Ceylanpınar là một huyện thuộc tỉnh Şanlıurfa, Thổ Nhĩ Kỳ. Huyện có diện tích 2201 km² và dân số thời điểm năm 2007 là 69571 người, mật độ 32 người/km².